# Ла-Карлота (Аргентина)
Ла-Карлота (исп. La Carlota) — город и муниципалитет в департаменте Хуарес-Сельман провинции Кордова (Аргентина), административный центр департамента.

## История
В середине XVIII века здесь было возведено укрепление Пунта-дель-Саусе, возле которого поселились семьи размещённых там солдат и офицеров. В 1737 году была построена церковь. В 1787 году был построен новый форт Пунта-дель-Саусе для замены старого укрепления. В 1789 году губернатор интендантства Кордова-дель-Тукуман маркиз Рафаэль де Собремонте учредил в этом месте деревню. В 1797 году испанский король Карл IV даровал королевский сертификат, поднимающий в статусе деревню Пунта-дель-Саусе до королевского города, получившего в честь монарха название Ла-Карлота.
После того, как в 1806 году было отбито английское вторжение, здесь были поселены пленные англичане.
Из-за расположения на пути, соединяющим Буэнос-Айрес и Куйо, Ла-Карлоту не раз посещал Хосе де Сан-Мартин. Именно отсюда он в 1819 году написал отказ верховному директору Хосе Рондо вернуться в Буэнос-Айрес для участия в гражданской войне и сообщил, что уходит в Чили чтобы подготовиться к освобождению Перу.